# Zamach na konsula generalnego ZSRR we Lwowie (1933)

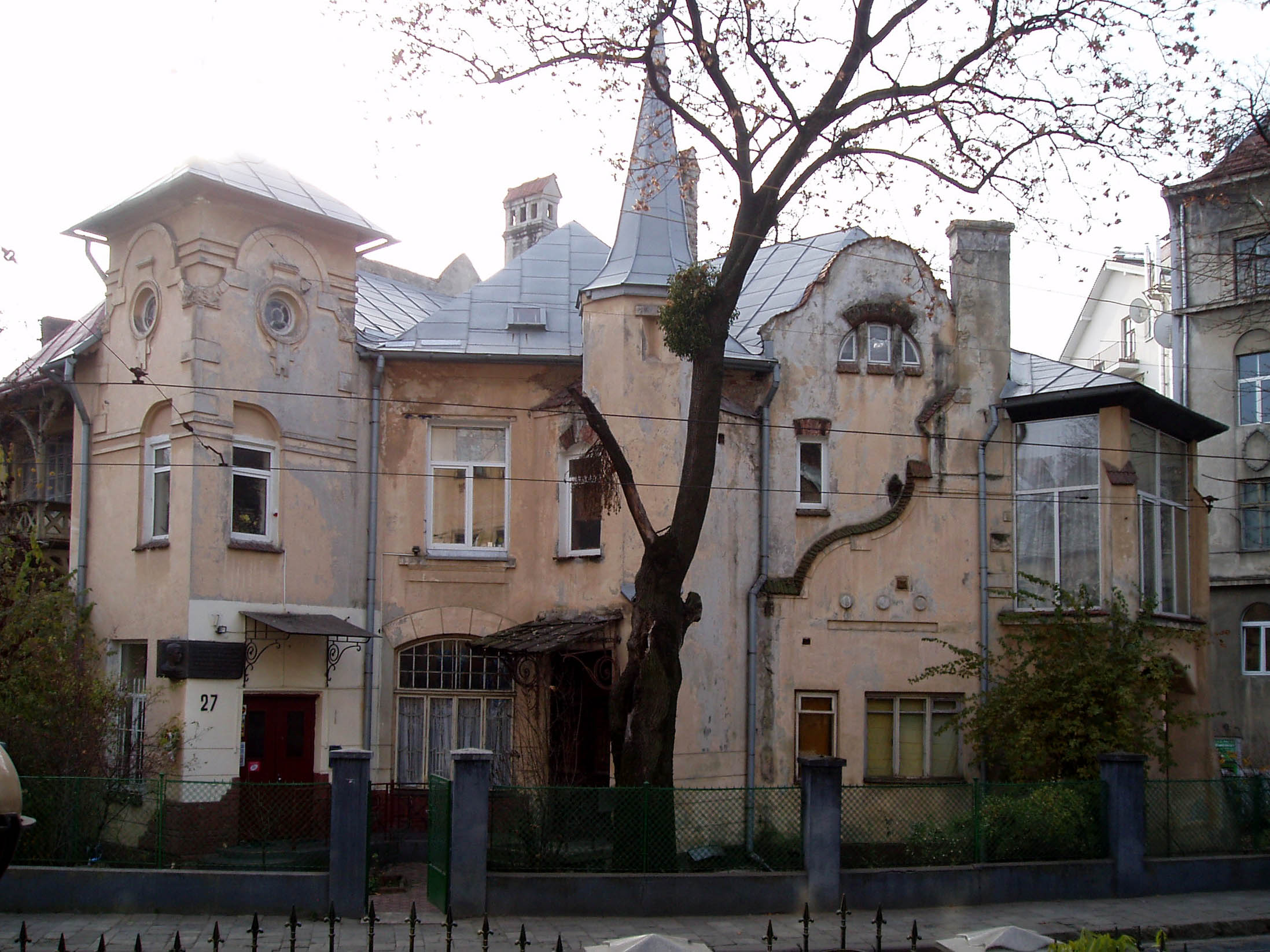
Budynek, w którym znajdował się radziecki konsulat (2011)

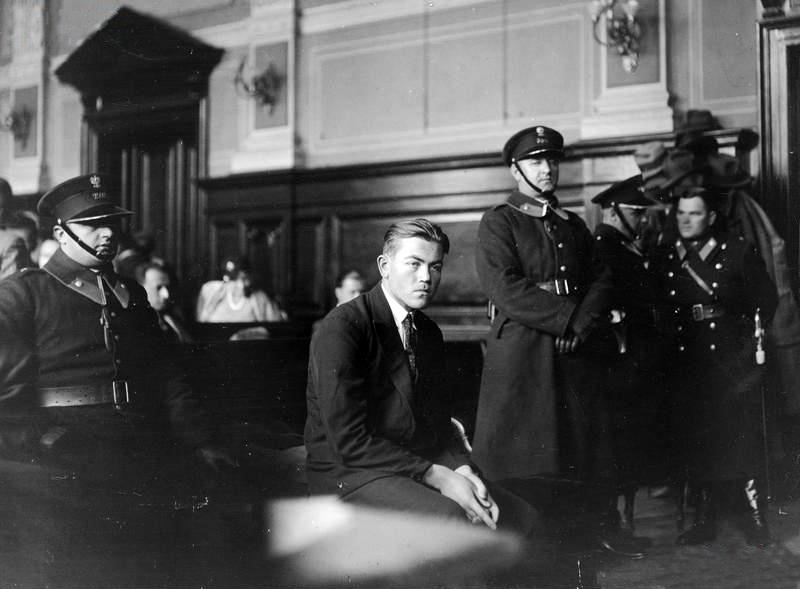
Mykoła Łemyk w lwowskim sądzie (1933)

Zamach na konsula generalnego ZSRR we Lwowie – antysowiecki akt terrorystyczny Organizacji Ukraińskich Nacjonalistów we Lwowie jesienią 1933 r.

## Przebieg wydarzeń
Na pocz. lat 30. nowo wybrane kierownictwo Organizacji Ukraińskich Nacjonalistów (OUN) postanowiło zintensyfikować działania terrorystyczne o charakterze antysowieckim. Na konferencji OUN w Berlinie 3 czerwca 1933 przyjęto rezolucję o zorganizowaniu zabójstwa sowieckiego konsula generalnego ZSRR we Lwowie jako aktu protestu przeciwko wielkiemu głodowi na Ukrainie. Realizacją rezolucji zajął się krajowy prowidnyk OUN Stepan Bandera. Za techniczną stronę planowanego zamachu odpowiadał referent bojowy Egzekutywy Krajowej OUN Roman Szuchewycz. Do bojowców OUN we Lwowie skierowano polecenie organizacyjne w celu wybrania ochotnika dla dokonania zabójstwa. Zwrócono w nim szczególną uwagę na fakt, że zamachowiec może zginąć lub zostać schwytany i otrzymać karę śmierci. Spośród ochotników wybrano 18-letniego absolwenta gimnazjum ukraińskiego we Lwowie, który studiował na wydziale matematyczno-przyrodniczym Uniwersytetu Lwowskiego, Mykołę Łemyka. W poł. października na tajnym kilkugodzinnym spotkaniu w jednym z parków Lwowa otrzymał on od S. Bandery odpowiednie instrukcje, plan konsulatu generalnego i rewolwer z nabojami.
22 października M. Łemyk, po modlitwie w jednej z cerkwi, udał się w południe do budynku sowieckiego konsulatu generalnego mieszczącego się przy ulicy Nabielaka 15. Pod fałszywym nazwiskiem Dubienko miał na dyżurze konsula wyrazić chęć wyjazdu do ZSRR. Kiedy woźny otworzył drzwi konsulatu, okazało się, że w poczekalni było wielu interesantów. Mykole Łemykowi udało się jednak jako pierwszemu zgłosić na dyżur. Po wejściu do sąsiedniego pokoju, gdzie miał urzędować konsul, M. Łemyk poprosił o rozmowę z nim. Osoba, siedząca za stołem, kazała mu przedstawić swój wniosek. Biorąc ją za konsula, zamachowiec wyjaśnił, że jego siostra mieszka na sowieckiej Ukrainie i dlatego chce ją odwiedzić. Kiedy urzędnik konsulatu kazał mu pokazać zaproszenie od niej, M. Łemyk wyjął z kieszeni rewolwer i dwukrotnie wystrzelił do niego po objaśnieniu, że to kara OUN za głodową śmierć milionów Ukraińców w ZSRR. Następnie M. Łemyk wyszedł do poczekalni, każąc wszystkim podnieść ręce do góry i stanąć twarzą w stronę ściany. Pracownik konsulatu Iwan P. Dżugaj wykorzystał ten moment do próby wydostania się z budynku konsulatu, ale został zraniony w dłoń i upadł na podłogę. Mykoła Łemyk chciał wybiec na zewnątrz, ale stwierdził, że drzwi konsulatu zostały zablokowane. Na ulicy pojawili się już zaalarmowani funkcjonariusze Policji Państwowej. W tej sytuacji zamachowiec przeszedł na korytarz prowadzący do jednego z pokoi, aby tam czekać na policjantów. Z 1. piętra zaczął wtedy zbiegać z krzykiem wicekonsul Michaił Gołub, ale – kiedy zobaczył M. Łemyka z rewolwerem w ręku – powrócił na górę, upadł i doczołgał się do swojego pokoju, gdzie schował się pod łóżkiem. Mykoła Łemyk nie ścigał go jednak, gdyż myślał, że zastrzelił konsula. Po krótkim czasie pojawili się 2 polscy policjanci, którzy byli zmuszeni dostać się do budynku konsulatu przez okno. Kazali oni M. Łemykowi podnieść ręce do góry. Ten odrzucił rewolwer i bez oporu wykonał polecenie. Został wtedy zakuty w kajdanki i pod silną eskortą przewieziony do jednego z posterunków PP.
Na miejscu zamachowiec oświadczył, że jako członek OUN wypełnił jedynie rozkaz kierownictwa organizacji. Odmówił natomiast podania innych informacji. Dopiero podczas śledztwa dowiedział się, że zastrzelił nie sowieckiego konsula generalnego, ale urzędnika konsulatu, pełniącego funkcję kuriera (według części źródeł kierownika kancelarii), Aleksieja P. Majłowa. Okazało się ponadto, że A. P. Majłow nie był zwykłym urzędnikiem, ale zakonspirowanym funkcjonariuszem wywiadu sowieckiego. 30 października 1933 we Lwowie rozpoczął się proces w trybie doraźnym przeciwko M. Łemykowi; przewodniczącym składu sędziowskiego został wyznaczony Władysław Medyński, w skład trybunału weszli Ludwik Dworzak i Michale, zaś obowiązki prokuratora objął Juliusz Prachtel-Morawiański. Do obrony Łemyka zgłosili się demonstracyjnie wszyscy adwokaci ukraińskiego pochodzenia, ale sąd dopuścił tylko trzech z dr. Stepanem Szuchewyczem na czele. Drugim obrońcą był Wołodymyr Starosolski. W czasie procesu odbywały się demonstracje i wiece przedstawicieli organizacji ukraińskich na znak solidarności z zamachowcem i protestu przeciwko terrorowi sowieckiemu nad narodem ukraińskim. Ostatecznie M. Łemyk został w 1934 skazany na karę śmierci, zamienioną na dożywotnie pozbawienie wolności.
Na budynku we Lwowie, w którym w okresie międzywojennym mieścił się konsulat generalny ZSRR, w 1995 została umieszczona tablica pamiątkowa z tekstem przypominającym o zamachu M. Łemyka z 1933 r. Jego imieniem nazwano też jedną z ulic lwowskich.